# Liste der Baudenkmäler in Regensburg-Galgenberg
Auf dieser Seite sind die Baudenkmäler in der Oberpfälzer Bezirkshauptstadt Regensburg zusammengestellt. Diese Tabelle ist eine Teilliste der Liste der Baudenkmäler in Bayern. Grundlage ist die Bayerische Denkmalliste, die auf Basis des Bayerischen Denkmalschutzgesetzes vom 1. Oktober 1973 erstmals erstellt wurde und seither durch das Bayerische Landesamt für Denkmalpflege geführt wird. Die folgenden Angaben ersetzen nicht die rechtsverbindliche Auskunft der Denkmalschutzbehörde.

## Baudenkmäler
| Lage | Objekt                                                    | Beschreibung | Akten-Nr.       | Bild |
| --- | --------------------------------------------------------- | --- | --------------- | --- |
| Albertus-Magnus-Straße 2, 3, 4, 5, 6, 7, 8, 10, 12, Am BioPark 1, 3, 5, 7, Universitätsstraße 29, 31 (Standort) | Forum der Universität Regensburg                          | Nukleus der Campus-Universität mit zentralen Bauten, Platzanlagen und Freiraumgestaltung, Wettbewerb 1966/67, Bauzeit 1971–74: Zentrales Hörsaalgebäude im Norden, komplexer, mehrgliedriger Ortbetonbau im Stil des Brutalismus mit integriertem Polygon des Auditorium Maximum, abgestufter Fassadengestaltung und Dachlandschaft sowie mit Betonstützen gegliederter Ostfassade, Universitätsbauamt Regensburg / Rudolf Deschermeier; mit Ausstattung; Zentralbibliothek im Osten, stark gegliederter Ortbetonbau mit platzseitiger Freitreppenanlage, eingezogenem Erdgeschoss, sich über schlanken Stützen erhebenden massiven Fassadenblöcken und durchlaufenden Fensterbändern, Alexander Freiherr von Branca; mit Ausstattung; Verwaltungsgebäude und Studentenhaus im Westen, zwei sich gegenüberliegende und mittels einer Brücke verbundene, dreigeschossige Ortbetonbauten, Stahlbetonstützensystem mit zurückliegenden Fassadenelementen und eingestellten Raumkuben, Kurt Ackermann und Partner; mit Ausstattung; gestaltete Freiflächen, zentrale und verbindende Platzanlage mit Theatron im Osten, überleitende Treppenanlagen nach Norden, südlich vorgelagerte Grünfläche mit Wasserbecken und Brücke, akzentuierende Kunstwerke im öffentlichen Raum: Bronzefarbene Metallkugel vor dem Zentralen Hörsaalgebäude, von Hermann Kleinknecht, 1977; Brunnenanlage vor der Zentralbibliothek, von Blasius Gerg, 1973/74 | D-3-62-000-2177 | weitere Bilder |
| Am BioPark 12 ()                                                                                                | Burgfriedensäule Nr. 14 der Freien Reichsstadt Regensburg | Hochkreuz in lateinischer Form, Sandstein, wohl spätmittelalterlich | D-3-62-000-1739 | |
| Bischof-Konrad-Straße 11 (Standort)                                                                             | Katholischer Friedhof der Oberen Stadt                    | 1909 angelegt Aussegnungshalle, gegliederter zweigeschossiger Bau mit kuppelüberhöhtem Mittelraum, Eingangsrisalit mit Portal, seitlichen Pavillons mit Walmdächern, Verbindungsflügeln und säulengestützter Vorhalle, in romanisierenden Formen, 1909 von Heinrich Hauberrisser Nordostportal des Friedhofs, triumphbogenförmig, mit überhöhtem Mittelteil und Inschrift, Jugendstil Denkmal für Fürstabt Cölestin Steiglehner, reliefierter Inschriftpfeiler auf gestuftem Sockel mit Bildaufsatz, Kalkstein, klassizistisch, 1819 von Christoph Ittlsperger Altere Grabsteine vom aufgelassenen Katholischen Lazarusfriedhof, hauptsächlich 19. Jahrhundert | D-3-62-000-220  | weitere Bilder |
| Friedenstraße 12 (Standort)                                                                                     | Evangelischer Zentralfriedhof                             | Parkähnliche Anlage, 1897/98 von Richard Erhardt und Conrad Mayer Dörnberg-Mausoleum, Zentralbau mit flankierenden Arkadengängen, Terrasse und Freitreppe mit flankierenden Löwen, Muschelkalk, in streng reduzierten romanisierenden Formen, 1911–15 von German Bestelmeyer Brunnen, runde Schale mit Kugelbekrönung auf profilierten Stützen und rundem Unterbau, Kalkstein, 1911–15 von German Bestelmeyer Ehemalige Bethalle, abgewinkelter und eingeschossiger Walmdachbau mit Attika und Pilastergliederung, neubarock, 1898 Nordportal, triumphbogenartiges dreitoriges Portal mit Putzgliederungen und Aufsatz, bezeichnet mit „1898“ Friedhofseinfriedung, Pfosten mit profilierten Deckplatten und schmiedeeisernen Gittern, 1898 und 1911–15; Friedhofskreuz, Kruzifix im Dreinageltypus, Gusseisen, 1899 von Anton Heß Dreizehn gusseiserne Pumpbrunnen mit Wasserbecken, bezeichnet mit „1897“ Grabmäler des 19. und 20. Jahrhunderts (siehe Liste der Grabdenkmäler) | D-3-62-000-439  | weitere Bilder |
| Friedenstraße 28, 30, 32, Galgenbergstraße 4, Schikanederstraße 2, 2 a, 2 b (Standort)                          | Ehemalige Kraftwagenhallen mit Postbediensteten-Wohnungen | Dreiflügelanlage in Ecklage, zweigeschossige Flügelbauten mit Walmdächern und einem viergeschossigen Walmdachbau an der Nordostecke, Wohntrakt nach Norden mit Treppenhausrisaliten und dekorativem Fassadenschmuck, 1925/27 | D-3-62-000-1497 | Ehemalige Kraftwagenhallen mit Postbediensteten-Wohnungen                                                                                  |
| Galgenbergstraße 15 (Standort)                                                                                  | Ehemaliger Brauereikeller                                 | Mit stichbogigem Tonnengewölbe und Tiefbrunnenanlage, Bruchstein, Anfang 19. Jahrhundert | D-3-62-000-1498 | BW |
| Haydnstraße 17 a (Standort)                                                                                     | Ehemaliger Sommerbierkeller der Sternbrauerei             | Zweischiffige und tonnengewölbte Anlage, 1849 | D-3-62-000-1499 | BW |
| Universitätsstraße (nahe der Bischof-Konrad-Straße) (Standort)                                                  | Reichsstädtische Brunnstube                               | Unterirdischer überwölbter Raum mit tonnengewölbtem Kanal hangabwärts nach Norden, 1656 | D-3-62-000-1540 | [[Vorlage:Bilderwunsch/code!/C:49.0063,12.0929!/D:Universitätsstraße (nahe der Bischof-Konrad-Straße), Reichsstädtische Brunnstube!/\|BW]] |